# Chemische evolutie

Proefopstelling bij het Miller-Urey-experiment: om de oeratmosfeer en -oceaan na te bootsen staat een mengsel van gassen in contact met waterdamp. Elektrische ontladingen leveren energie om de reacties tussen de gassen op gang te brengen. Als organische stoffen vormen, worden deze afgevoerd door een condensor. Het product was een mengsel van organische stoffen waaronder aminozuren.

Chemische evolutie is het proces waarbij eenvoudige, niet-levende verbindingen zich op natuurlijke wijze ontwikkelen tot complexere moleculen, de bouwstenen van het eerste leven. Dit concept speelt een belangrijke rol in onderzoek naar de oorsprong van het leven. Chemische evolutie gaat uit van een geleidelijke overgang van chemische verbindingen naar biologisch relevante moleculen onder invloed van natuurlijke omstandigheden.
De jonge aarde, zo'n 4 miljard jaar geleden, bood een omgeving die rijk was aan eenvoudige verbindingen zoals water (H2O), methaan (CH4), stikstof (N2) en waterstof (H2). Onder invloed van natuurlijke energiebronnen – zoals zonnestraling, vulkanische hitte of bliksem – zouden deze moleculen reacties kunnen zijn ondergaan die leidden tot de vorming van complexere verbindingen, waaronder aminozuren, nucleotiden, vetzuren en korte ketens van dergelijke bouwstenen. Experimenteel onderzoek, zoals het klassieke Miller-Urey-experiment, laat zien dat organische stoffen spontaan kunnen ontstaan onder vroegaardse omstandigheden.
Om te begrijpen hoe leven uit niet-levende materie kon ontstaan, gebruiken wetenschappers grofweg twee benaderingen. De bottom-up-benadering probeert omstandigheden en processen te simuleren om te zien of ze daadwerkelijk mogelijk zijn. De top-down-benadering gaat uit van de biochemische eigenschappen van modern leven en probeert daarin aanwijzingen voor het ontstaan te vinden.

## Geschiedenis
De Russische moleculair bioloog A.I. Oparin publiceerde in 1924 de hypothese dat het leven door een geleidelijk proces van scheikundige reacties zou zijn ontstaan, waarbij uit simpele bestanddelen organische stoffen ontstonden met een steeds grotere complexiteit. De Engelsman J.B.S. Haldane kwam in 1929 tot hetzelfde idee – zonder bekend te zijn met Oparins werk. Beide onderzoekers wezen stappen aan waarmee uit levenloze materie leven kan ontstaan. Van veel van deze stappen is echter onbekend hoe en op welke manier ze kunnen verlopen.
In de decennia daarna begonnen chemici en biologen zich bezig te houden met de chemische processen die mogelijk aan het ontstaan van leven voorafgingen. Onderzoekers richtten zich op het reconstrueren van tussenliggende reacties en condities waaronder eenvoudige anorganische moleculen tot steeds complexere organische verbindingen. Een belangrijke mijlpaal was het beroemde Miller-Urey-experiment in 1953. De Amerikaanse bioloog Harold Urey en zijn student Stanley Miller toonden aan dat uit een mengsel van eenvoudige gassen aminozuren kunnen vormen. De aandacht verschoof vervolgens naar plausibele syntheseroutes en reactiemechanismen van suikers, nucleotiden en vetzuren.

## Van simpele moleculen naar organische verbindingen
De geleidelijke ontwikkeling van scheikundige stoffen tot de ingewikkelde biologische processen en structuren van een levende cel zou zijn begonnen met simpele bestanddelen die voorhanden waren in de oeratmosfeer. 
In de jaren 1950 kwamen wetenschappers met een bottom-up-benadering tot veelbelovende resultaten. Calvin lukte het mierenzuur uit kooldioxide te produceren door het met straling te bombarderen. Miller en Urey namen aan dat de vroege atmosfeer een sterk reducief milieu was waarin methaan, ammonia (NH3), waterstof en waterstofsulfide veel voorkwamen. Tijdens hun experiment bootsten ze met elektrische ontladingen bliksemstormen in de oeratmosfeer na. Dit zou de energiebron kunnen zijn geweest om de reacties in gang te brengen. Een andere mogelijke bron van energie was ultraviolette straling van de Zon waar het aardoppervlak in baadde voor de ozonlaag ontstond.
Later ontdekte men dat de veronderstelling van een sterk reducieve atmosfeer waarschijnlijk niet klopt. De oeratmosfeer zou minder reducief van aard zijn geweest. Tegenwoordig gaat men ervan uit dat er veel kooldioxide en koolmonoxide aanwezig was, en vrijwel geen ammoniak. 
Omdat kooldioxide organische verbindingen kan oxideren is hun vorming onder minder sterk reducieve omstandigheden lastiger te verklaren. Onmogelijk is het proces echter niet. Het kon bijvoorbeeld ook in een omgeving verlopen die niet in contact met de atmosfeer was, zoals bij hydrothermale bronnen op de oceaanbodem. Inmiddels is bekend dat simpele organische verbindingen ook op veel andere plekken in het Zonnestelsel voorkomen. Ze zijn ook op meteorieten gevonden. In dat licht is voor te stellen dat sommige bouwstenen voor het aardse leven afkomstig waren uit de ruimte ("panspermia").

## Genetische benadering
De tweede en veel lastigere stap is om van simpele organische verbindingen tot complexe moleculen als eiwitten of nucleïnezuren te komen. Bij steeds complexere polymerisatiereacties kunnen polysacchariden, polypeptiden en zelfs op simpele eiwitten lijkende polymeren geproduceerd worden. Daarvoor moeten de organische stoffen zeer sterk worden geconcentreerd en zijn katalysatoren noodzakelijk. In het moderne leven fungeren eiwitten als katalysator voor de meeste biochemische processen. Oparin dacht dat dit soort reacties in een coacervaat, een gelei van organische verbindingen, kunnen plaatsvinden.
In modern leven functioneert DNA als drager van erfelijke informatie. De structuur van DNA werd in de jaren 1950 ontdekt. Net als andere nucleïnezuren bestaat DNA uit fosfaten, koolhydraten en nucleobasen. De vorming van deze individuele bestanddelen is geen onbekend of onwaarschijnlijk proces, maar het is lastig verklaarbaar hoe ze samenkwamen om de ingewikkelde DNA-structuur te vormen. 
Levende cellen gebruiken ook een ander nucleïnezuur, RNA. De productie van RNA verloopt door transcriptie van DNA. Op zijn beurt produceert RNA door translatie de juiste eiwitten (enzymen) die nodig zijn om biochemische reacties in een cel te katalyseren. RNA regelt ook de aanmaak van nieuw DNA. Begin jaren 1980 ontdekten Thomas Cech en Sidney Altman dat RNA ook zelf als enzym kan werken. Dit leidde tot de hypothese van een RNA-wereld. Deze hypothese stelt dat voordat leven DNA gebruikte voor overdracht van erfelijke informatie, RNA deze rol vervulde. RNA is minder ingewikkeld dan DNA en zou in de voorloper van het huidige leven zowel drager van informatie als enzym voor het katalyseren van de productie van nieuw RNA en eiwitten kunnen zijn geweest.
Een probleem met de RNA-wereld is dat RNA op zichzelf nog steeds veel te ingewikkeld van structuur is. Het is onbekend op welke manier het uit eenvoudige organische moleculen kan zijn ontstaan. Mogelijk had de RNA-wereld een voorloper waarin een eenvoudiger nucleïnezuur informatie doorgaf.

## Zelfversterkende reacties
Levende cellen verbruiken energie die ze door hun metabolisme (stofwisseling) verkrijgen. De stofwisseling bestaat uit chemische reacties en kringlopen. Cellen kunnen energie opslaan door fosfaatbindingen te maken. Adenosinetrifosfaat (ATP) komt in alle bekende levensvormen voor als energiedrager. ATP kan relatief eenvoudig uit mineralen en eenvoudige organische verbindingen vormen. Het is daarom voorstelbaar dat ATP en vergelijkbare stoffen op de vroege Aarde aanwezig waren. Levende cellen zetten fosfaatbindingen weer om in energie voor hun groei en reproductie.
Chemische systemen zouden een voorloper van stofwisseling moeten hebben gehad, die zichzelf in stand kon houden. Een voorbeeld van een zichzelf in stand houdende kringloop is de citroenzuurcyclus, die in levende cellen kan dienen voor energiewinning of productie van organische verbindingen. Omdat de cyclus in de meeste moderne levensvormen voorkomt, is het voor te stellen dat deze (of een vergelijkbare) cyclus ook in de voorloper van leven voorkwam.
Kringlopen van deze aard kunnen, bij constante toevoer van energie en reagerende stoffen, tot steeds grotere complexiteit leiden. De aanwezigheid van een katalysator kan helpen om reacties te laten verlopen. Veel biochemische processen in levende cellen zijn autokatalyserend: het product van de reactie helpt om de reactie op gang te houden.

## Protocellen
Om de biochemische processen mogelijk te maken en stoffen te concentreren beschikken cellen over een celmembraan bestaande uit fosfolipiden. Omdat de cel een open systeem is dat niet in evenwicht is met de omgeving, is een afscheiding nodig. Ook bij chemische evolutie zou de vorming van zo'n afscheiding kunnen hebben geholpen om stoffen op een plek te concentreren en processen in gang te houden.
Lipiden zijn organische verbindingen die vrij in de natuur voorkomen. Ze bestaan uit moleculen met een polaire, tot water aangetrokken "kop" en een apolaire, water afstotende "staart". Als lipiden geschud worden, zoals bij de beweging van golfslag of stromend water, ontstaat schuim. Het oppervlak van de belletjes bestaat uit een dubbele laag moleculen, met de "koppen" zowel naar buiten en binnen. Deze belletjes - liposomen - kunnen de voorlopers van celmembranen zijn geweest. Het is voor te stellen dat organische verbindingen in de belletjes werden ingesloten en vastgehouden. In de jaren 1950-60 lukte het de Amerikaanse biochemicus Sidney W. Fox dit proces na te bootsen.
Voor leven zijn alle drie deze dingen noodzakelijk: een systeem van autokatalyserende reacties als voorloper van stofwisseling, een informatie-dragend molecuul zoals RNA, en een membraan ter afscheiding van de omgeving. Het is onduidelijk welk van de drie eerst moet komen. Duidelijk is wel dat een membraan de ontwikkeling van biochemische reacties en DNA makkelijker zou hebben gemaakt. 
Hypothetische protocellen waren chemische systemen van autokatalyserende reacties die zich handhaafden binnen een soort membraan, wellicht een liposoom. Zodra in zulke protocellen RNA of een andere informatiedragende molecuul ontstond, konden ze zich reproduceren. Op dat moment begon natuurlijke selectie. In het begin zal reproductie niet foutloos verlopen zijn. De protocellen zullen verschillende chemische inhoud hebben gehad: sommige hielden effectievere informatiedragende moleculen dan andere, of beter autokatalyserende reactiecycli. "Efficiëntere" protocellen hadden een grotere kans zich te vermenigvuldigen. Dit zorgde voor de chemische evolutie naar steeds efficiëntere vormen.
Op een gegeven moment zou zo de eerste prokaryotische cel zijn ontstaan. Al het moderne leven deelt bepaalde moleculaire kenmerken, zodat het aannemelijk is dat het dezelfde gemeenschappelijke voorouder had. Als levende cellen meermaals ontstonden, is slechts een van die vormen succesvol geweest.